# Mickey Maandblad
Mickey Maandblad was een Walt Disney-striptijdschrift dat tussen 1976 en 1989 bij Oberon b.v. is verschenen en waarin Mickey Mouse centraal stond. Aangezien het tijdschrift halverwege 1976 begon, zijn er in het eerste jaar slechts zeven nummers verschenen. In 1989 zijn er nog twee nummers verschenen, daarna viel het doek voor Mickey Maandblad. 
In totaal zijn er 153 nummers verschenen. Daarna verschenen er nog twee nummers onder de titel Mickey Mouse Presenteert.

## Klein formaat
Het tijdschrift ging van start in juni 1976 en verscheen toen op een klein formaat. Het was qua afmetingen kleiner dan het weekblad Donald Duck, maar groter dan de Donald Duck-pocket. Het tijdschrift werd op dezelfde wijze gedrukt en ingebonden als een echt album, compleet met bedrukte rugzijde. In het tijdschrift werden stripverhalen met Mickey Mouse gepubliceerd van bekende tekenaars als Paul Murry en Floyd Gottfredson. Daarnaast verschenen er ook strips van andere makelij, zoals Sam & Silo van Mort Walker en Jerry Dumas, De Ark van Zoo (Engels: Boner's Ark) van Addison (pseudoniem van Mort Walker), Tijger van Bud Blake, Henkie (Engels: Henry) van Carl Anderson,  De Doerakkers (Engels: The Katzenjammer Kids) van Harold Knerr en Zorro van Hans Kresse. Ook waren er vaak wetenswaardigheden te lezen, al dan niet in stripvorm. De sciencefictionstrip Virl van de Nederlandse striptekenaar Dick Matena werd in 1977 in Mickey Maandblad gepubliceerd.

## Wijzigingen
Vanaf maart 1982 veranderde het uiterlijk van het tijdschrift. Het formaat werd groter, waardoor het nu groter was dan de Donald Duck. Het tijdschrift werd voortaan ook niet meer ingebonden, maar met nietjes bevestigd. Bovendien kwam er een apart katern op glad papier in onder de naam Mickey Plus, met daarin allerlei wetenswaardigheden. 
De hiervoor genoemde strips bleven gewoon in Mickey Maandblad verschijnen, afgedrukt op ruwer papier. Een nieuwkomer was Leo de Beo, de huisbeo van Goofy, die op de achterkant van het tijdschrift zijn opwachting maakte. Deze strips waren van de hand van de tekenaar Manuel Gonzales en in de latere edities van Dick Matena. De Nederlandse striptekenaar Dick Briel kwam met een eigen komische strip, Hulbert.
Vanaf juli 1985 kreeg het blad minder bladzijden en werd het ook goedkoper. Het katern Plus verviel en de wetenswaardigheden kwamen tussen de strips door te staan. Het soort papier was afwisselend glad (voor de tekstuele bijdragen) en ruw (voor de strips).
In 1988 kreeg Mickey Maandblad een volledige metamorfose. Het blad werd alleen nog op glad papier gedrukt en de lay-out werd aangepast aan de tijd waarin het blad verscheen. Er verschenen voor het eerst strips met Donald Duck in het blad. Het duurde nog veertien maanden voordat het blad definitief ter ziele ging. Als reden voor het einde van het maandblad werd in het laatste nummer aangevoerd dat er te weinig exemplaren van werden verkocht.

## Mickey Mouse Presenteert
In de maanden april en mei 1989 verschenen nog twee edities van het tijdschrift Mickey Mouse Presenteert. Naast Mickey Mouse-strips stonden er ook stripverhalen in van DuckTales, naar de gelijknamige tekenfilmserie die in die periode bij de NCRV te bekijken was. Nadat ook dit tijdschrift werd opgeheven, verschenen er aparte DuckTales-albums.